# Luncke Ridge
Luncke Ridge ist ein markanter Gebirgskamm an der Ingrid-Christensen-Küste des ostantarktischen Prinzessin-Elisabeth-Lands. In den Vestfoldbergen ragt er an der Nordseite des östlichen Ausläufers des Langnes-Fjords auf.
Norwegische Kartografen kartierten ihn anhand von Luftaufnahmen, die bei der Lars-Christensen-Expedition 1936/37 entstanden. 1957 sichtete eine Mannschaft im Rahmen der Australian National Antarctic Research Expeditions den Gebirgskamm und benannte ihn nach dem norwegischen Kartografen Bernhard Luncke (1894–1963), der an der Kartierung der Vestfoldberge für das Kartenwerk Atlas over dele av det Antarktiske kystland aus dem Jahr 1946 maßgeblich beteiligt war.